# Sophie Borries
Sophie Borries, geb. Rohde (* 18. August 1799/1793 in Gramzow bei Teterow; † 15. Mai 1841) war eine deutsche Lyrikerin (Pseudonym Diotima).

## Leben
Sie wurde als älteste Tochter des Domänenpächters Rohde geboren. Aufgrund der Armut der Eltern war sie auf eine Erwerbstätigkeit angewiesen. Sie arbeitete als Gouvernante, zunächst in Gramzow, dann  bei der Baronin von Kirchbach in Hohensee bei Wolgast. Dort lernte sie den verwitweten Hofrat Borries kennen, den sie mit 22 Jahren heiratete. Nach dem Tod der Eltern erzog sie ihre jüngeren Geschwister, sie selber hatte keine Kinder. Sophie Borries beschäftigte sich mit Literatur und Kunst und schrieb eigene Gedichte, die zum Teil in dem Neu-Vorpommerschen Unterhaltungsblatt Sundine veröffentlicht wurden. Sie war befreundet mit dem Naturforscher und Dichter Adelbert von Chamisso und seiner Ehefrau Antonie Piaste. Der Freund und Schwiegervater von Chamisso Julius Eduard Hitzig hatte ihm Sophie Borries als Gesprächspartnerin empfohlen. Mit Chamisso führte sie einen regen Briefaustausch. Chamisso stand Sophie sehr nahe und nach dem Tode seiner Frau wandte er sich als erstes an Sophie Borries. Er gedenkt ihrer auch in seinen Werken.